# Chlorobalius leucoviridis
Chlorobalius leucoviridis is een rechtvleugelig insect uit de familie sabelsprinkhanen (Tettigoniidae). De wetenschappelijke naam van deze soort is voor het eerst geldig gepubliceerd in 1896 door Johann Gottlieb Otto Tepper.